# سبزوار (دوره)
سبزوار روستایی از توابع بخش ویسیان شهرستان چگنی در استان لرستان ایران است.

## جمعیت
این روستا در دهستان ویسیان قرار دارد و براساس سرشماری مرکز آمار ایران در سال ۱۳۸۵، جمعیت آن ۸۲۰ نفر (۲۰۳خانوار) بوده‌است.